# Njombe (TC)
Njombe (TC) (Njombe Town Council) ist ein Distrikt der Region Njombe in Tansania. Das Verwaltungszentrum ist die Stadt Njombe, die auch Regions-Hauptstadt ist. Der Distrikt grenzt im Nordosten an den Distrikt Njombe DC, im Südosten an die Region Ruvuma, im Süden an den Distrikt Ludewa, im Westen an den Distrikt Makete und im Nordwesten an den Distrikt Wanging'ombe.

## Geographie
Njombe (TC) hat eine Fläche von 3212 Quadratkilometern und 182.127 Einwohner (Volkszählung 2022). Das Land ist Teil des tansanischen Hochplateaus und liegt großteils zwischen 1500 und 1700 Meter über dem Meer. Es ist hügelig mit saisonalen Bächen, manche Erhebungen erreichen auch mehr als 2000 Meter Seehöhe. Die wichtigsten Flüsse sind Mnyeleli, Welela, Lumehe, Hagafilo und Nyamuyuya.
Das Klima in Njombe ist gemäßigt warm, in der effektiven Klimaklassifikation wird es als Cwb bezeichnet. Die Jahresniederschlagsmenge liegt zwischen 1200 und 1400 Millimeter, der Großteil davon fällt in den Monaten Dezember bis März. Die Temperatur liegt zwischen 6 und 20 Grad Celsius, in tiefen Lagen auch darüber.

## Geschichte
Der Name Njombe stammt von „Mdzombe“. Das ist ein Wort der Bena und bedeutet „großer Baum“. Bei einem großen Baum in dieser Gegend trafen sich die Häuptlinge der Mdandu, Malangali, Upangwa und Makete, um Probleme zu besprechen. Der Distrikt Njombe (TC) wurde 2007 eingerichtet.

## Verwaltungsgliederung
Njombe (TC) besteht aus dem einen Wahlkreis (Jimbo) Njombe Mjini und 13 Bezirken (Kata):
- Kifanya
- Ihanga
- Iwungilo
- Luponde
- Makowo
- Lugenge
- Njombe Mjini
- Mjimwema
- Matola
- Ramadhani
- Uwemba
- Utalingolo
- Yakobi

## Bevölkerung
Die größte ethnische Gruppe sind die Bena, weitere wichtige Ethnien sind die Pangwa und die Kinga. Bei der Volkszählung 1988 wurden 79.789 Einwohner erfasst, 2002 waren es 113.969 und 2012 dann 130.223. Im Jahr 2022 lebten 182.127 Menschen in 53.282 Haushalten.

## Einrichtungen und Dienstleistungen
- Gesundheit: Im Distrikt befinden sich 2 Krankenhäuser, 8 Gesundheitszentren und 52 Apotheken.[9]
- Bildung: Für die Ausbildung der Jugend stehen 87 Grundschulen, 27 weiterführende Schulen und 2 Colleges zur Verfügung.[9]

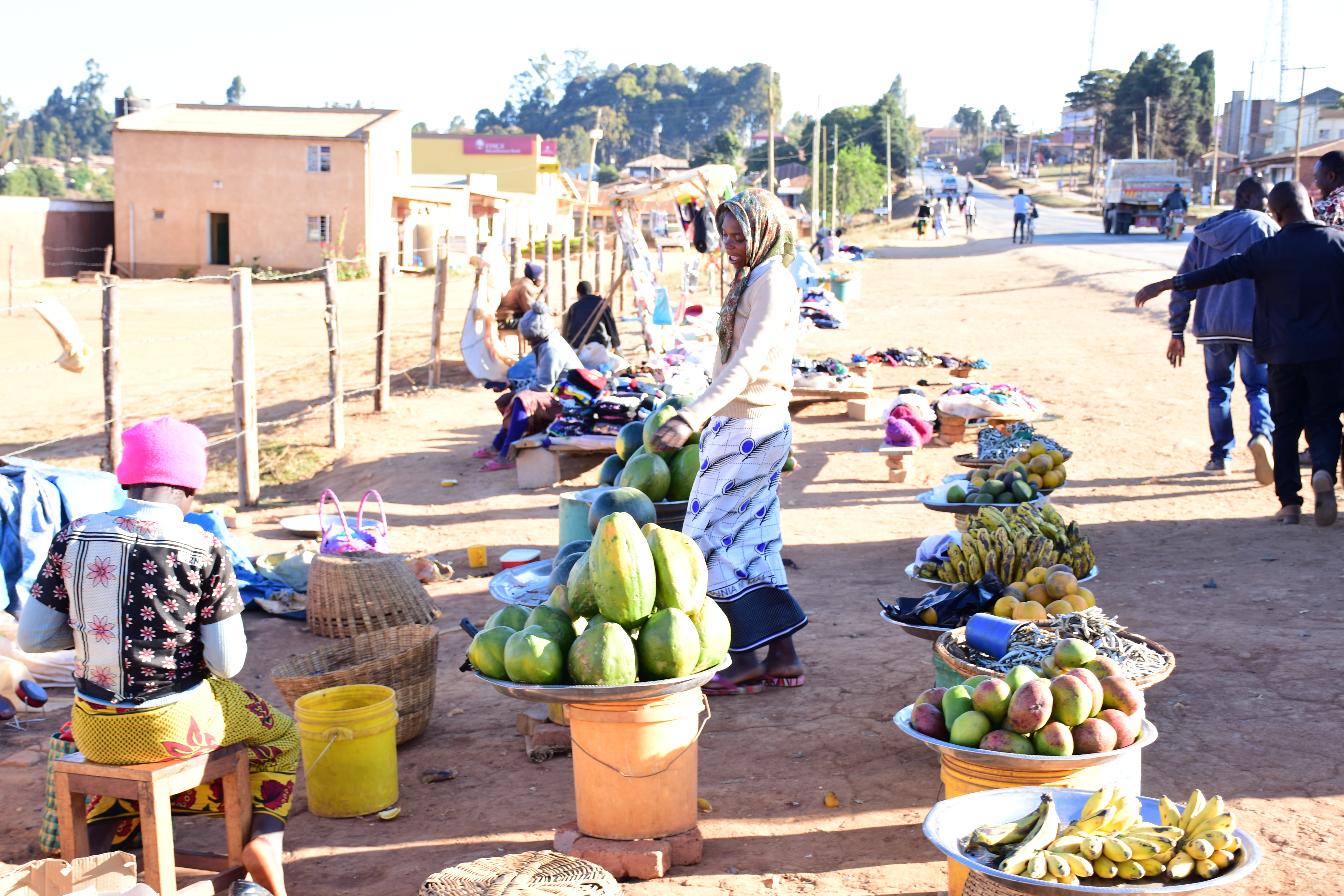
Markt in Njombe

## Wirtschaft und Infrastruktur
Der wichtigste Wirtschaftszweig ist die Landwirtschaft, daneben gibt es Forstwirtschaft und Kleinunternehmen.
- Landwirtschaft: Mais ist die wichtigste Feldfrucht, sowohl für den Eigenbedarf als auch zum Verkauf. In der Saison 2010/11 wurden 62.000 Tonnen erzeugt, gefolgt von 48.000 Tonnen Kartoffeln. Von 2009 bis 2011 wurden jährlich rund 2000 Tonnen Tee produziert. An Nutztieren wurden vor allem Hühner, Rinder, Ziegen und Schweine gehalten.[11]
- Forstwirtschaft: Im Jahr 2011/12 wurde Holz im Wert von 17.000.000.000 TZS verkauft und Holzkohle im Wert von 2.000.000.000 TZS erzeugt.[12]
- Wirtschaftsbetriebe: Im Jahr 2018 befanden sich 1732 kleine Wirtschaftsbetriebe in Njombe (TC). Davon waren 156 Maismühlen, 139 Zimmereien und Tischlereien und 117 Dienstleistungsbetriebe.[13]
- Straßen: Die wichtigste Straßenverbindung ist die asphaltierte Nationalstraße T6, die von Ruvuma im Südosten nach Makambako im Norden führt. Von dieser zweigt bei Itoni die Naturstraße zum Malawisee im Süden ab.[14]
- Flugplatz: In Njombe gibt es einen kleinen Flughafen mit einer 2000 Meter langen und 30 Meter breiten Naturpiste.[15]

## Politik
Vorsitzende des Stadtrates ist Frau Kuruthum Amour Sadick.